# Knut H.M. Haeger
Knut H.M. Haeger (Lund, 1925 – Lund, 1984) è stato un medico e cardiochirurgo svedese.
Fu un abile clinico e ricercatore, specializzato nella chirurgia dei vasi sanguigni periferici. Storico della medicina, fu autore di numerosi testi scientifici e divulgativi.

## Biografia
Laureatosi in medicina nel 1951, si specializzò nel 1959 presso l'Università di Lund in Svezia.
Dal 1953 al 1972 ha esercitato la sua professione di chirurgo soprattutto presso il General Hospital di Malmö, ricoprendo durante gli ultimi sette anni la carica di assistente e capo-chirurgo del reparto per le malattie vascolari.
È stato assistente in chirurgia sperimentale nella University of Colorado a Denver (1959) e ha seguito un corso post-dottorato di ricerca (1961-1965) in chirurgia presso l'Università di Lund.
Importante clinico e ricercatore, Haeger è meglio conosciuto per i suoi contributi alla chirurgia dei vasi sanguigni periferici. I suoi numerosi testi scientifici e divulgativi, ma anche le sue biografie, hanno esplorato differenti aspetti della storia della medicina e della chirurgia.

## Opere
- Storia illustrata della chirurgia, edizione italiana Il Pensiero Scientifico Editore, Roma, 1989

## Fonti
- Biografia allegata al testo: Storia illustrata della chirurgia, edizione italiana per Il Pensiero Scientifico Editore, Roma, 1989.